# Équipe d'Allemagne de l'Est de football à la Coupe du monde 1974
L'équipe d'Allemagne de l'Est de football participe pour la première et unique fois à une phase finale de la Coupe du monde de football, celle de 1974, en Allemagne de l'Ouest. Cette coupe du monde restera le fait d'armes de la sélection est-allemande, atteignant le second tour (quart de finaliste).

## Éliminatoires

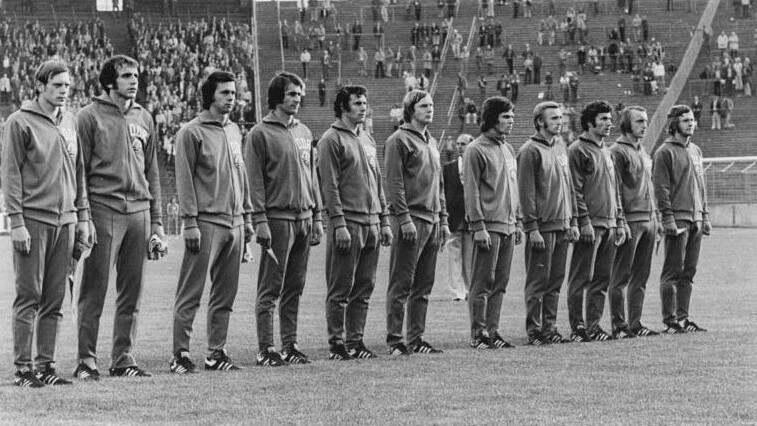
Le onze de départ est-allemand contre l'Australie le 14 juin 1974

Après avoir échoué dans les qualifications pour la Coupe du monde 1970 et dans celles pour l'Euro 1972, la RDA rentre dans les éliminatoires de la Coupe du monde 1974, pour essayer de se qualifier pour le Mondial 1974.

Tombée dans le groupe 4, la RDA n'a pour seul véritable adversaire pour la qualification que la Roumanie qui part cependant favorite du fait de sa participation à la Coupe du monde de football de 1970. La Finlande et l'Albanie ont quant à elles des ambitions très limitées, terminant toujours à la dernière place depuis plusieurs éliminatoires. Ainsi, c'est le duel RDA-Roumanie qui va rythmer la compétition dans ce groupe.
| Rang | Équipe             | Pts | J | G | N | P | Bp | Bc | Diff |  | Résultats (▼ dom., ► ext.) |     |     |     |     |
| ---- | ------------------ | --- | - | - | - | - | -- | -- | ---- |  | -------------------------- | --- | --- | --- | --- |
| 1    | Allemagne de l'Est | 10  | 6 | 5 | 0 | 1 | 18 | 3  | +15  |  | Allemagne de l'Est         |     | 2-0 | 5-0 | 2-0 |
| 2    | Roumanie           | 9   | 6 | 4 | 1 | 1 | 17 | 4  | +13  |  | Roumanie                   | 1-0 |     | 9-0 | 2-0 |
| 3    | Finlande           | 3   | 6 | 1 | 1 | 4 | 3  | 21 | -18  |  | Finlande                   | 1-5 | 1-1 |     | 1-0 |
| 4    | Albanie            | 2   | 6 | 1 | 0 | 5 | 3  | 13 | -10  |  | Albanie                    | 1-4 | 1-4 | 1-0 |     |

La RDA crée la surprise et se qualifie pour la première fois de son histoire pour la phase finale de la Coupe du monde, en terminant en tête devant la Roumanie, la Finlande et l'Albanie.

### Joueurs sélectionnés pour ces éliminatoires
Le sélectionneur est-allemand Georg Buschner a sélectionné vingt-trois joueurs pour les six matchs des éliminatoires. Seuls le capitaine et défenseur Bernd Bransch et l'attaquant Joachim Streich ont joué les six matchs comme titulaires, sans rater la moindre minute.
Sur les vingt-trois joueurs, dix-sept seront sélectionnés pour la Coupe du monde 1974 :
- Les deux gardiens : Jürgen Croy et Wolfgang Blochwitz
- Sept des dix défenseurs : Bernd Bransch, Konrad Weise, Siegmar Wätzlich, Wolfgang Seguin, Gerd Kische, Lothar Kurbjuweit et Joachim Fritsche
- Quatre des six milieux de terrain : Jürgen Pommerenke, Wolfram Löwe, Jürgen Sparwasser et Reinhard Lauck
- Quatre des cinq attaquants : Peter Ducke, Hans-Jürgen Kreische, Joachim Streich et Eberhard Vogel.

## Préparation pour la coupe du monde
En vue du mondial en Allemagne de l'Ouest, la RDA affronta cinq équipes européennes (deux de l'Est et trois de l'Ouest) et deux africaines. La préparation commença en décembre 1973 et se termina en mai 1974, soit quinze jours avant le début du tournoi. Le mois de février 1974 consista en un stage en Afrique du Nord (Tunisie et Algérie).
| Date             | Lieu                             | Match                 | Score | Compétition                      |
| 21 décembre 1973 | Budapest ( Hongrie)              | Hongrie - RDA         | 0 - 1 | Match amical (10e confrontation) |
| 26 février 1974  | Tunis ( Tunisie)                 | Tunisie - RDA         | 0 - 4 | Match amical (2e confrontation)  |
| 28 février 1974  | Alger ( Algérie)                 | Algérie - RDA         | 1 - 3 | Match amical (1re confrontation) |
| 13 mars 1974     | Berlin-Est ( Allemagne de l'Est) | RDA - Belgique        | 1 - 0 | Match amical (2e confrontation)  |
| 27 mars 1974     | Dresde ( Allemagne de l'Est)     | RDA - Tchécoslovaquie | 1 - 0 | Match amical (9e confrontation)  |
| 23 mai 1974      | Rostock ( Allemagne de l'Est)    | RDA - Norvège         | 1 - 0 | Match amical (3e confrontation)  |
| 29 mai 1974      | Leipzig ( Allemagne de l'Est)    | RDA - Angleterre      | 1 - 1 | Match amical (3e confrontation)  |

Sur sept matchs, la RDA aligna six victoires et finit par un match nul contre le quart-de-finaliste de la coupe du monde 1970. Cette préparation lui permit d'aborder de la meilleure manière le tournoi, avec dix matchs sans défaite.

### Joueurs sélectionnés durant la préparation
Sur tous les joueurs sélectionnés pour les matchs de préparation, seuls deux ont disputé toutes les minutes des sept matchs : le défenseur Konrad Weise et le défenseur et capitaine Bernd Bransch.
En plus des dix-sept joueurs qui ont disputé les éliminatoires et qui vont à la coupe du monde, trois joueurs, qui ont disputé les matchs amicaux mais pas les éliminatoires, sont retenus pour le Mondial 1974 : les milieux de terrain Harald Irmscher et Rüdiger Schnuphase, ainsi que l'attaquant Martin Hoffmann.

## Coupe du monde 1974
Le tirage au sort pour la phase finale a eu lieu le 5 janvier 1974 dans le grand studio de la Radio de Francfort-sur-le-Main. L'événement a été suivi par environ 800 millions de personnes dans le monde.

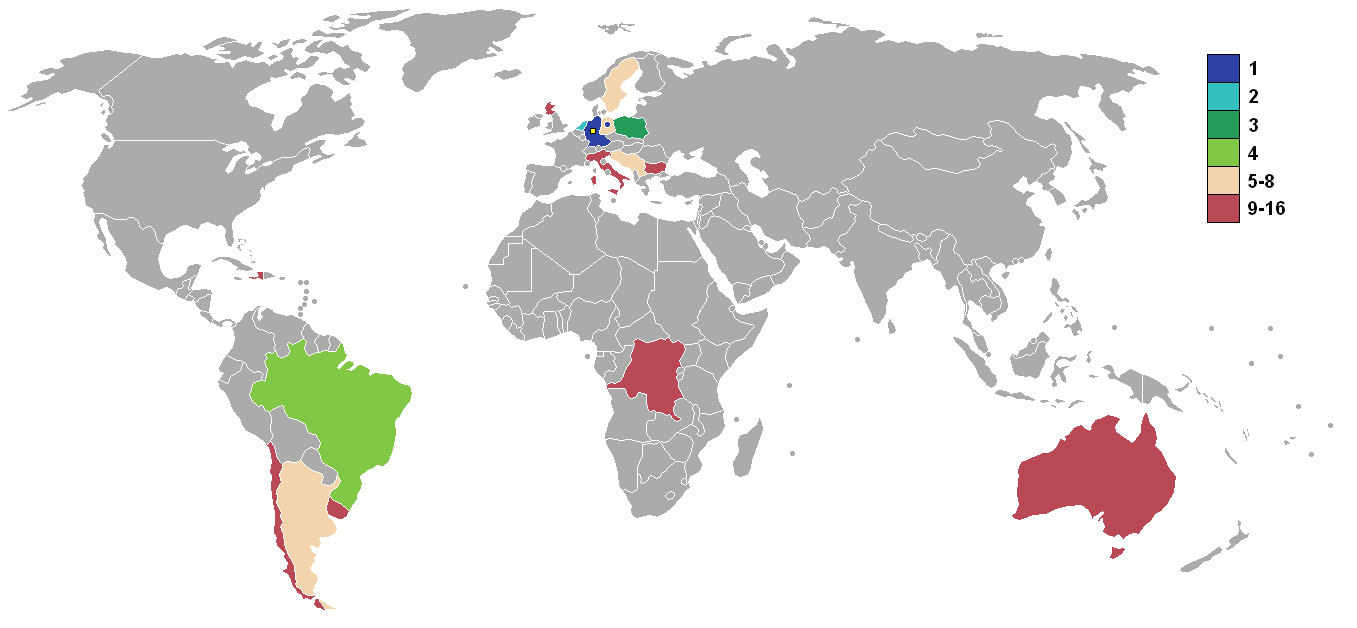
Les équipes qualifiées pour le Mondial 1974

Préalablement au tirage au sort, les équipes équipes a été réparties dans quatre chapeaux. La répartition fait suite à une décision prise par la FIFA, le même jour. Le choix a été fait en fonction de critères sportifs (combinant palmarès et résultats plus récents), géographiques (continents) et politiques :
- Chapeau 1 :  Brésil,  Italie,  Allemagne de l'Ouest,  Uruguay (têtes de série : les quatre demi-finalistes de la Coupe du monde 1970)
- Chapeau 2 :  Argentine,  Chili,  Pays-Bas,  Écosse (Amérique du Sud et Europe de l'Ouest)
- Chapeau 3 :  Pologne,  Bulgarie,  Allemagne de l'Est,  Yougoslavie (Europe de l'Est)
- Chapeau 4 :  Zaïre,  Australie,  Haïti,  Suède (Reste du monde et Europe du nord)

Le tirage place la RDA dans le groupe 1 :
- Chapeau 1 :  Allemagne de l'Ouest (3e du mondial 1970 et vainqueur de l'Euro 1972)
- Chapeau 2 :  Chili (dernière participation en 1966)
- Chapeau 3 :  Allemagne de l'Est (1re participation)
- Chapeau 4 :  Australie (1re participation)

Avant le tournoi, le match de la troisième journée RDA-RFA est généralement plus considéré comme un choc politique que sportif, le «match» entre le communisme et le capitalisme.

### Effectif

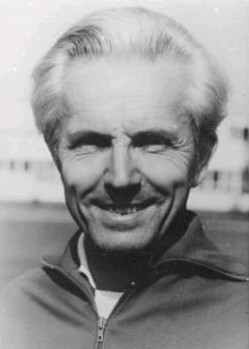
Georg Buschner, sélectionneur de la RDA depuis 1970

Deux analyses peuvent être faites sur la liste ci-dessous :
- la première : Le sélectionneur est-allemand Georg Buschner, à la tête de l'équipe depuis 1970, fort du prestige récolté aux JO 1972, décide de sélectionner vingt-deux joueurs pour le mondial afin de réitérer l'exploit de 1972[3]. Se basant sur treize des dix-neuf joueurs ayant remporté la médaille de bronze aux JO 1972, il utilise la même base pour construire son équipe.

Sur les neuf autres joueurs, l'attaquant Martin Hoffmann est appelé car il remporta le championnat de RDA 1973-1974 ainsi que la Coupe d'Europe des vainqueurs de coupe de football 1973-1974 avec le FC Magdebourg. Puis le gardien Werner Friese, le défenseur Joachim Fritsche et l’attaquant Wolfram Löwe sont sélectionnés car avec le Lokomotive Leipzig, ils furent demi-finalistes de la Coupe UEFA 1973-1974. Quant à Wolfgang Blochwitz, il remporta la Coupe de RDA 1973-1974 avec le FC Carl Zeiss Iéna. Pour les quatre restants, Erich Hamann n'est pas un nouveau, car il a connu une sélection en 1969, de même pour Gerd Kische, qui connut sa première sélection dès 1971, reprenant deux internationaux appelés avant les éliminatoires de la coupe du monde 1974 mais pour les deux autres (Reinhard Lauck et Rüdiger Schnuphase), cela constitue une surprise car ils furent sélectionnés que lors des matchs amicaux préparatoires à la Coupe du monde 1974.
Alors que les joueurs du Lokomotive Leipzig Werner Friese, Joachim Fritsche et Wolfram Löwe furent sélectionnés (club demi-finaliste de la Coupe UEFA 1973-1974), le sélectionneur donna sa chance à l'attaquant Hans-Bert Matoul meilleur buteur du championnat est-allemand 1973-1974. Mais malheureusement à l'issue de trois matchs amicaux avec l'équipe nationale, celui-ci se blessa gravement et fut contraint de déclarer forfait.

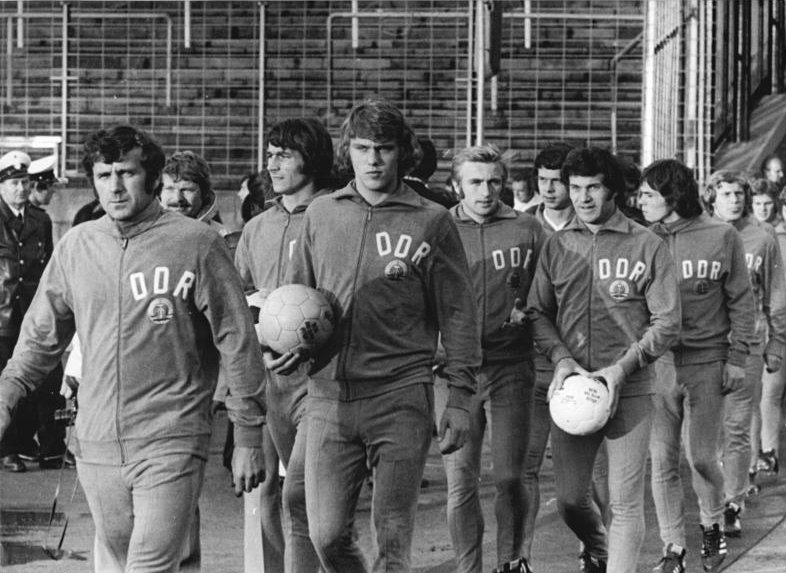
La sélection est-allemande à l'entraînement le 12 juin 1974, deux jours avant d'affronter l'Australie.

- la seconde : La liste du sélectionneur est-allemand comporte dix-sept joueurs qui ont disputé les éliminatoires de la Coupe du monde 1974, puis trois joueurs qui ont disputé les matchs de préparation (Irmscher, Schnuphase et Hoffmann). Quant aux deux derniers pour la sélection des vingt-deux joueurs, il a choisi un ancien international, le milieu de terrain du FC Vorwärts Francfort, Erich Hamann, qui a eu une sélection en 1969, mais pas sous Buschner, et qui a impressioné le sélectionneur en terminant quatrième de D1 lors de la saison 1973-1974. Puis comme il fallait un troisième gardien, il a pris Werner Friese, demi-finaliste de la Coupe UEFA 1973-1974 avec le Lokomotiv Leipzig.

| Numéro / Nom       | Numéro / Nom         | Club                  | Date de naissance | J.              | Buts            |                 |                 |                 |
| Gardiens de but    | Gardiens de but      | Gardiens de but       | Gardiens de but   | Gardiens de but | Gardiens de but | Gardiens de but | Gardiens de but | Gardiens de but |
| ------------------ | -------------------- | --------------------- | ----------------- | --------------- | --------------- | --------------- | --------------- | --------------- |
| 21                 | Wolfgang Blochwitz   | FC Carl Zeiss Iéna    | 08.02.1941        | 0               | 0               | 0               | 0               | 0               |
| 1                  | Jürgen Croy          | FSV Zwickau           | 19.10.1946        | 6               | 0               | 1               | 0               | 0               |
| 21                 | Werner Friese        | Lokomotive Leipzig    | 30.03.1946        | 0               | 0               | 0               | 0               | 0               |
| Défenseurs         |                      |                       |                   |                 |                 |                 |                 |                 |
| 3                  | Bernd Bransch        | Hallescher FC Chemie  | 24.09.1944        | 6               | 0               | 0               | 0               | 0               |
| 5                  | Joachim Fritsche     | Lokomotive Leipzig    | 28.10.1951        | 0               | 0               | 0               | 0               | 0               |
| 18                 | Gerd Kische          | FC Hansa Rostock      | 23.10.1951        | 6               | 0               | 2               | 0               | 0               |
| 2                  | Lothar Kurbjuweit    | FC Carl Zeiss Iéna    | 06.11.1950        | 4               | 0               | 0               | 0               | 0               |
| 19                 | Wolfgang Seguin      | FC Magdebourg         | 14.09.1945        | 1               | 0               | 0               | 0               | 0               |
| 4                  | Konrad Weise         | FC Carl Zeiss Iéna    | 17.08.1951        | 6               | 0               | 0               | 0               | 0               |
| 12                 | Siegmar Wätzlich     | Dynamo Dresde         | 16.11.1947        | 4               | 0               | 1               | 0               | 0               |
| Milieux de terrain |                      |                       |                   |                 |                 |                 |                 |                 |
| 17                 | Erich Hamann         | FC Vorwärts Frankfurt | 27.11.1944        | 2               | 0               | 1               | 0               | 0               |
| 16                 | Harald Irmscher      | FC Carl Zeiss Iéna    | 12.02.1946        | 4               | 0               | 0               | 0               | 0               |
| 10                 | Hans-Jürgen Kreische | Dynamo Dresde         | 19.07.1947        | 3               | 0               | 1               | 0               | 0               |
| 13                 | Reinhard Lauck       | Dynamo Berlin         | 16.09.1946        | 3               | 0               | 0               | 0               | 0               |
| 7                  | Jürgen Pommerenke    | FC Magdebourg         | 22.01.1953        | 3               | 0               | 0               | 0               | 0               |
| 6                  | Rüdiger Schnuphase   | Rot-Weiss Erfurt      | 23.01.1954        | 2               | 0               | 0               | 0               | 0               |
| 14                 | Jürgen Sparwasser    | FC Magdebourg         | 04.06.1948        | 6               | 1               | 2               | 0               | 0               |
| Attaquants         |                      |                       |                   |                 |                 |                 |                 |                 |
| 9                  | Peter Ducke          | FC Carl Zeiss Iéna    | 14.10.1941        | 3               | 0               | 0               | 0               | 0               |
| 20                 | Martin Hoffmann      | FC Magdebourg         | 22.03.1955        | 6               | 1               | 0               | 0               | 0               |
| 8                  | Wolfram Löwe         | Lokomotive Leipzig    | 14.05.1945        | 4               | 0               | 0               | 0               | 0               |
| 11                 | Joachim Streich      | FC Hansa Rostock      | 13.04.1951        | 4               | 2               | 1               | 0               | 0               |
| 15                 | Eberhard Vogel       | FC Carl Zeiss Iéna    | 08.04.1943        | 3               | 0               | 1               | 0               | 0               |
| Sélectionneur      |                      |                       |                   |                 |                 |                 |                 |                 |
|                    | Georg Buschner       |                       | 26.12.1925        |                 |                 |                 |                 |                 |

### Premier tour (Groupe 1)
La RDA entame sa coupe du monde en affrontant l'Australie, nouveau venu, puis le Chili, qui n'est plus apparu depuis la coupe du monde 1966, et pour finir par la confrontation contre la RFA, choc attendu par la population.

#### 1rejournée, contre l'Australie: les débuts en coupe du monde

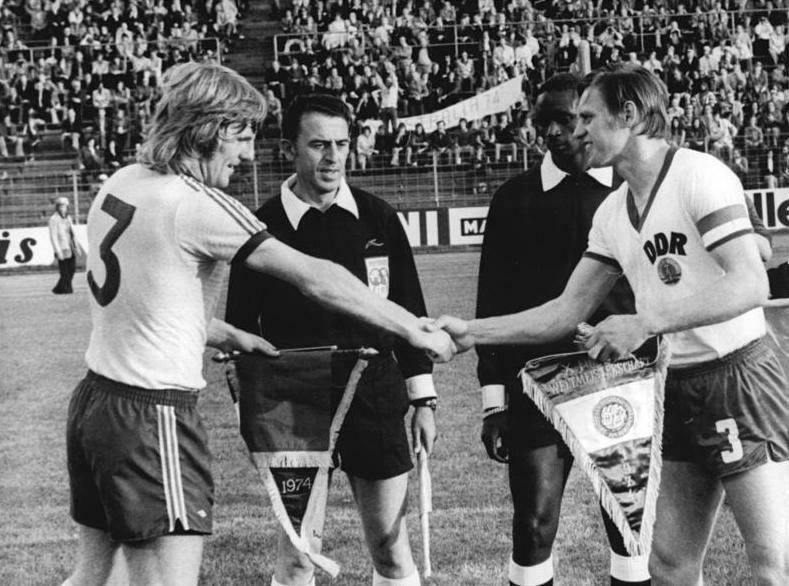
Échange des fanions entre les capitaines lors du match RDA-Australie

Première confrontation entre les deux sélections, et entre deux novices en coupe du monde, et devant un stade peu garni (17 500) et plutôt favorable aux joueurs australiens. La RDA entama la compétition par une victoire attendue : 2-0. Tenue en échec en première mi-temps, la RDA fit la différence après la pause. À la cinquante-huitième minute de jeu, sur un tir de Sparwasser, l'arrière Curran détourna la balle dans son propre but (même si le premier but est certainement entaché d'une position de hors-jeu) et, à la soixante-et-onzième minute, Streich, d'une magnifique volée, sonna le glas des espérances australiennes. L'Australie fut cependant loin de jouer la figuration. Elle procéda par passes très courtes et joua de façons précise. La RDA joua un football d'engagement rude et parfois laborieux d'où émergèrent Sparwasser et Streich. On retiendra, côté australien Alston et Bulgevic. Il s'agit du premier match et de la première victoire est-allemande en phase finale de coupe du monde.

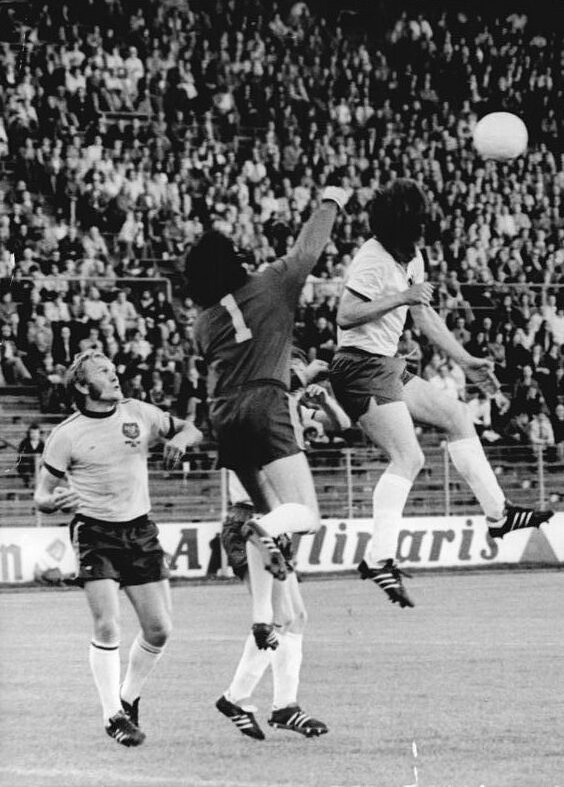
Action est-allemande et sortie du gardien australien Jack Reilly

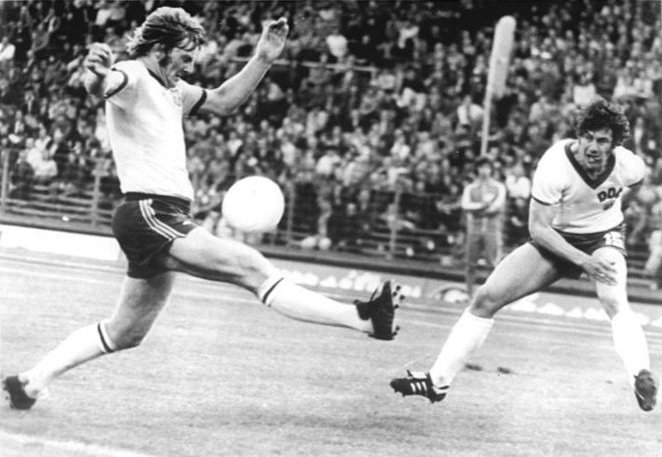
Action d'Eberhard Vogel face à Utjesenović (à gauche) lors du match RDA-Australie 2-0

| 14 juin 1974                      | Allemagne de l'Est                                                     | 2 - 0 | Australie | Volksparkstadion, Hambourg                       |                                                  |
| 19:30 · Historique des rencontres | Wätzlich 32e · Curran 58e (csc) · Vogel 58e · Kische 61e · Streich 72e |       |           | Spectateurs : 17 000 Arbitrage : Youssou N'Diaye | Spectateurs : 17 000 Arbitrage : Youssou N'Diaye |
| 19:30 · Historique des rencontres | (Rapport)                                                              |       |           | Spectateurs : 17 000 Arbitrage : Youssou N'Diaye | Spectateurs : 17 000 Arbitrage : Youssou N'Diaye |

#### 2ejournée, contre le Chili: la RDA face à un adversaire coriace
Lors du second match, le public ouest-allemand siffle copieusement l'équipe est-allemande. Remarquables techniciens, jouant un football intelligent, les Chiliens ne furent jamais dépassés par les Allemands de l'Est, décevants malgré le brio de Streich, d'Hoffmann et de Kreische qui entra en cours de partie.Malgré cette ambiance hostile, la RDA ouvre la marque à la 55e minute à la suite d'un coup franc rabattu par Hoffmann. Le Chili égalise un quart d'heure plus tard grâce à Sergio Ahumada à la 69e minute et les deux formations se partagent les points. Il s'agit du quatrième et dernier match contre le Chili, et le premier match nul entre les deux équipes.

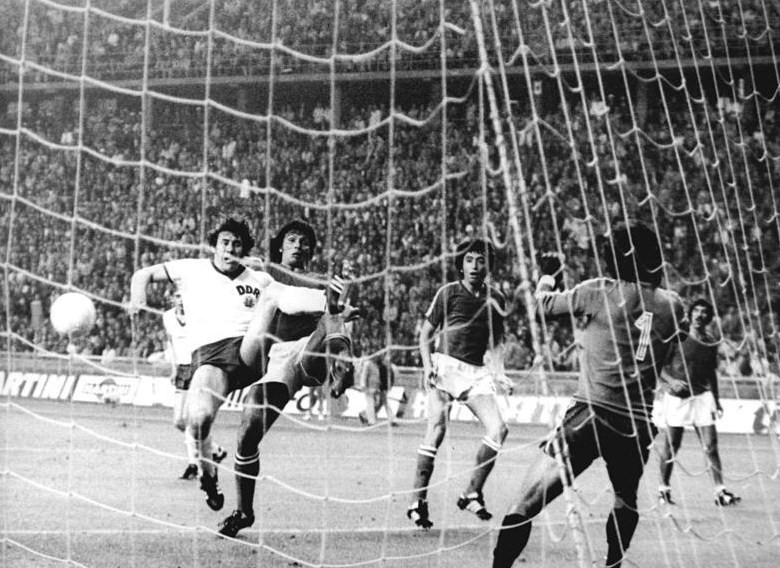
L'attaquant Eberhard Vogel (à gauche) tente de saisir le ballon de la tête devant le gardien chilien Leopoldo Vallejos.

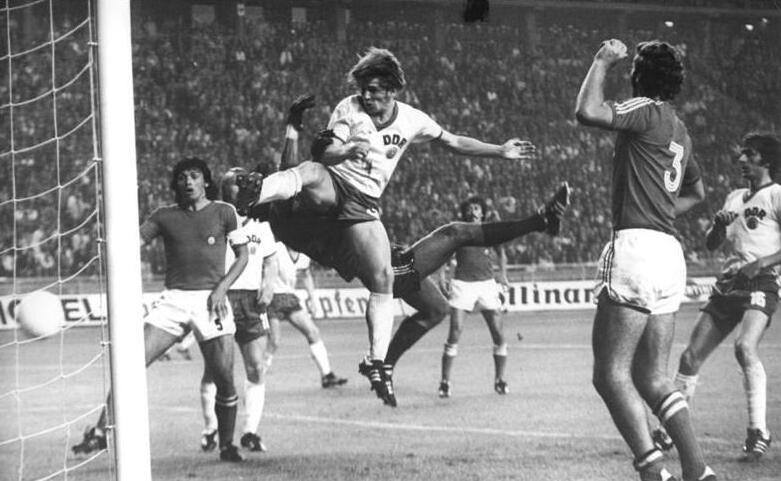
Tête de Martin Hoffmann pour le but est-allemand.

| 18 juin 1974                      | Chili                              | 1 - 1 | Allemagne de l'Est        | Olympiastadion, Berlin-Ouest                      |                                                   |
| 19:30 · Historique des rencontres | Véliz 56e · Páez 60e · Ahumada 69e |       | Hoffmann 55e · Kische 65e | Spectateurs : 20 000 Arbitrage : Aurelio Angonese | Spectateurs : 20 000 Arbitrage : Aurelio Angonese |
| 19:30 · Historique des rencontres | (Rapport)                          |       |                           | Spectateurs : 20 000 Arbitrage : Aurelio Angonese | Spectateurs : 20 000 Arbitrage : Aurelio Angonese |

#### 3ejournée, contre la RFA: le choc des deux Allemagnes tourne en faveur de la RDA

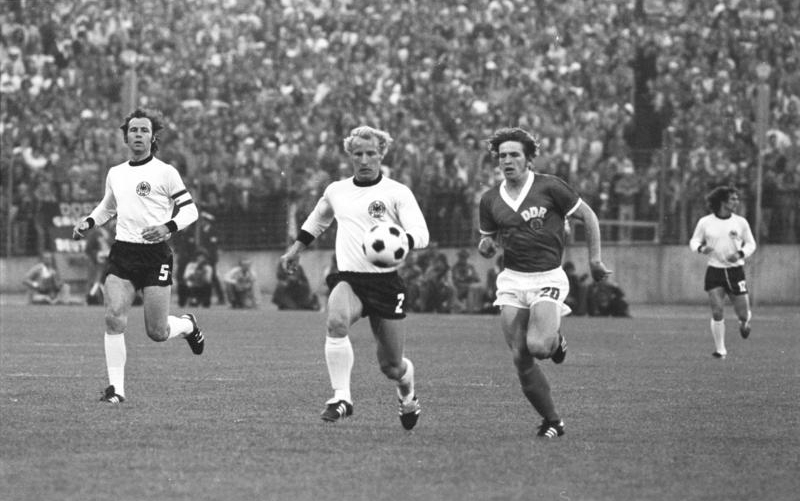
Martin Hoffmann en duel avec Berti Vogts lors du match RFA-RDA

Avant le début de la compétition, la RFA est donnée « grande favorite » : tous les joueurs ayant remporté le Championnat d'Europe 1972 deux ans plus tôt, à l'exception de l'attaquant Erwin Kremers,, sont présents dans l'effectif de la RFA à la Coupe du monde 1974.
Le 22 juin à Hambourg, 62 000 spectateurs sont venus assister à un combat fratricide : RFA-RDA. Dans les tribunes, 60 000 supporters ouest-allemands face à 2 000 supporters est-allemands. Il s'agit du premier et unique match officiel de l'histoire entre les deux sélections (leurs sélections olympiques se sont cependant rencontrées aux JO 1972). Ce match est considéré comme "le match du siècle" entre les deux Allemagnes. Sportivement, l'enjeu se limite cependant à la première place du groupe et l'affectation dans le groupe A ou B au second tour, les deux équipes étant en effet déjà qualifiées au moment du coup d'envoi.
Au cours de la rencontre la RFA se crée de nombreuses occasions, essentiellement en première période, mais ne parvient pas à marquer, tandis que la RDA se procure la plus franche occasion de marquer, quand Kreische rate devant le but vide avant la pause.
Moins inspirée en seconde période, la RFA domine tout de même le jeu mais reste stérile. En s'appuyant avant tout sur sa condition physique, la RDA se contente de jouer en contre et trouve la faille à treize minutes du coup de sifflet final : Sparwasser sur une passe de Lauck prend de vitesse Beckenbauer et Höttges, et trompe Sepp Maier d'un magnifique tir sous la barre.
L'impensable a eu lieu : la RDA bat la RFA 1-0 et termine en tête du groupe 1. La RDA sera donc affectée dans le groupe A au second tour, héritant d'adversaires redoutables, notamment le Brésil, champion sortant, et les Pays-Bas, révélation et nouvelle favorite du tournoi, ce qui explique aussi la rumeur infondée que la Mannschaft aurait fait exprès de perdre pour éviter d'affronter l'une ou l'autre de ces sélections avant la finale.
| 22 juin 1974                      | Allemagne de l'Est                                        | 1 - 0 | Allemagne de l'Ouest | Volksparkstadion, Hambourg                     |                                                |
| 19:30 · Historique des rencontres | Sparwasser 27e · Sparwasser 77e · Croy 81e · Kreische 84e |       |                      | Spectateurs : 60 350 Arbitrage : Ramon Barreto | Spectateurs : 60 350 Arbitrage : Ramon Barreto |
| 19:30 · Historique des rencontres | (Rapport)                                                 |       |                      | Spectateurs : 60 350 Arbitrage : Ramon Barreto | Spectateurs : 60 350 Arbitrage : Ramon Barreto |

Beaucoup d'observateurs font à l'époque une lecture erronée de cette rencontre inédite, transformant le match du 22 juin 1974 en affrontement idéologique entre le bloc de l'Ouest et de l'Est défini par la Guerre froide alors qu'elle s'inscrit dans un contexte de détente entre les deux blocs et d'Ostpolitik, soulignées par la signature de l'accord quadripartite sur Berlin en 1971 et en 1972 celui du traité fondamental dans lequel les deux États reconnaissent mutuellement leur souveraineté. Ainsi, beaucoup de journalistes étrangers s'étonnent que la presse allemande en fasse si peu sur le contexte diplomatique du match.

#### Classement

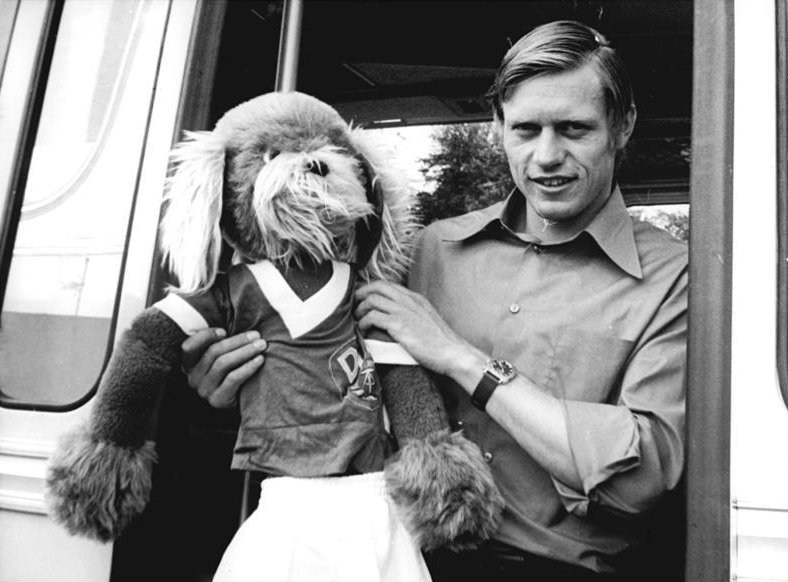
Le capitaine est-allemand Bernd Bransch le 23 juin 1974 avec la mascotte de la sélection.

Avant la coupe du monde, les favoris dans ce groupe pour passer au second tour sont la RFA et le Chili. Mais au soir du 22 juin 1974, la surprise générale est créée par la RDA, qui était dans le chapeau 3, et qui termine première du groupe, devant sa voisine ouest-allemande. Le Chili et l'Australie sont éliminés. Au lendemain de la victoire contre la RFA, les joueurs est-allemands se montrent davantage, comme le montre la photo de Bernd Bransch, le 23 juin 1974.
| Place | Équipe               | Pts | J | G | N | P | Buts + | Buts - | Diff. |
| 1er   | Allemagne de l'Est   | 5   | 3 | 2 | 1 | 0 | 4      | 1      | +3    |
| 2e    | Allemagne de l'Ouest | 4   | 3 | 2 | 0 | 1 | 4      | 1      | +3    |
| 3e    | Chili                | 2   | 3 | 0 | 2 | 1 | 1      | 2      | -1    |
| 4e    | Australie            | 1   | 3 | 0 | 1 | 2 | 0      | 5      | -5    |

### Second tour (Groupe A)
Fort du succès de prestige contre la RFA, la RDA entame la seconde phase de la compétition sans complexe, affrontant dans l'ordre le tenant du titre brésilien, les Pays-Bas et l'Argentine.

#### 1rejournée, contre le Brésil: la RDA ne fait pas le poids face aux champions du monde

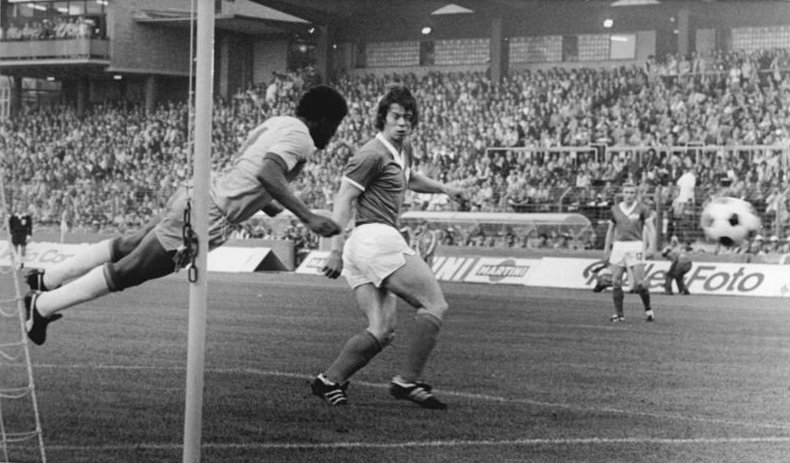
Tête de Luis Pereira devant Jürgen Sparwasser

Le Brésil ralliait tous les regards à Hanovre, face à une Allemagne de l'Est qui a engrangé cinq points sur six au premier tour. L'étoile du Brésil a pâli mais le public n'est guère porté vers cette équipe de RDA qui a battu sa voisine de l'Ouest sur ses terres.
Les Allemands de l'Est ne savent pas vraiment comment prendre la mesure des "sorciers" brésiliens même si ceux-ci ont perdu de leur superbe. Les sud-Américains tentent de prouver qu'ils ont encore de beaux restes.
La RDA concède un but de Rivelino sur coup-franc à la 61e minute. Les occasions de la RDA sont tous hors-cadre. Les deux équipes ne font pas une grosse impression, mais le Brésil l'emporte et reste en course pour une nouvelle finale.
| 26 juin 1974                      | Brésil                                                      | 1 - 0 | Allemagne de l'Est       | Niedersachsenstadion, Hanovre                 |                                               |
| 19:30 · Historique des rencontres | Jairzinho 27e · Carpeggiani 28e · Rivelino 60e · Dirceu 75e |       | Hamann 11e · Streich 84e | Spectateurs : 58 463 Arbitrage : Clive Thomas | Spectateurs : 58 463 Arbitrage : Clive Thomas |
| 19:30 · Historique des rencontres | (Rapport)                                                   |       |                          | Spectateurs : 58 463 Arbitrage : Clive Thomas | Spectateurs : 58 463 Arbitrage : Clive Thomas |

#### 2ejournée, contre les Pays-Bas: la RDA perdue face au football total

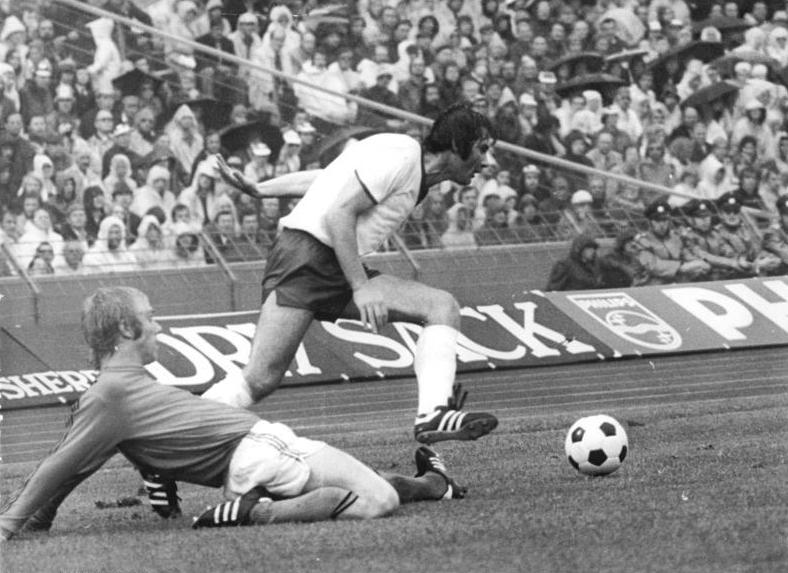
Peter Ducke face à Wim Rijsbergen, lors du match RDA-Pays-Bas

Les Pays-Bas avaient entamé la phase finale en position d' outsiders, s'étant qualifiés de justesse pour la Coupe du monde grâce à une meilleure différence de buts que la Belgique, et semblaient a priori « peu à l'aise » avec les options tactiques de leur nouvel entraîneur Rinus Michels.
Mais il aura suffi de trois matchs au premier tour pour que les Pays-Bas, pourtant inexpérimentés au niveau mondial, changent de statut. Le jeu étincelant des Néerlandais en fait rapidement auprès des médias les nouveaux grands favoris de l'épreuve à la place des Allemands de l'Ouest qui ont un peu déçu, notamment en perdant contre la RDA.
La Hollande est l'adversaire le plus redoutable du groupe. Sur un terrain trempé, et face aux nombreuses actions néerlandaises dangereuses, la RDA ne peut rien face aux Oranje et au football total. La défense de la RDA prend l'eau face à la rapidité des attaquants néerlandais. Les seules actions est-allemandes sont des frappes de loin.
Si Weise ou Hoffmann, entre autres, tirèrent leur épingle du jeu, chez les Allemands de l'Est, les Néerlandais se montrèrent souverains grâce à Rijsbergen, Krol, Suurbier, Neeskens et Rensenbrink.

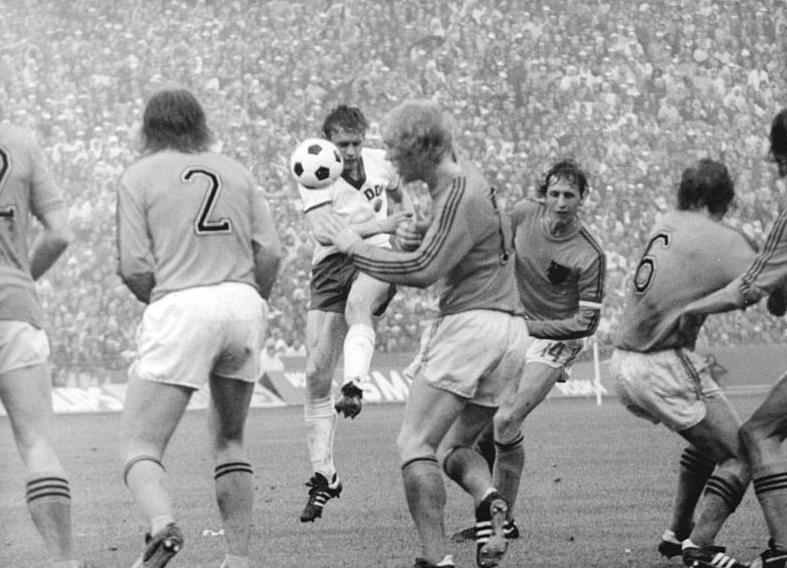
Coup-franc de la RDA tiré par Bernd Bransch face aux Pays-Bas

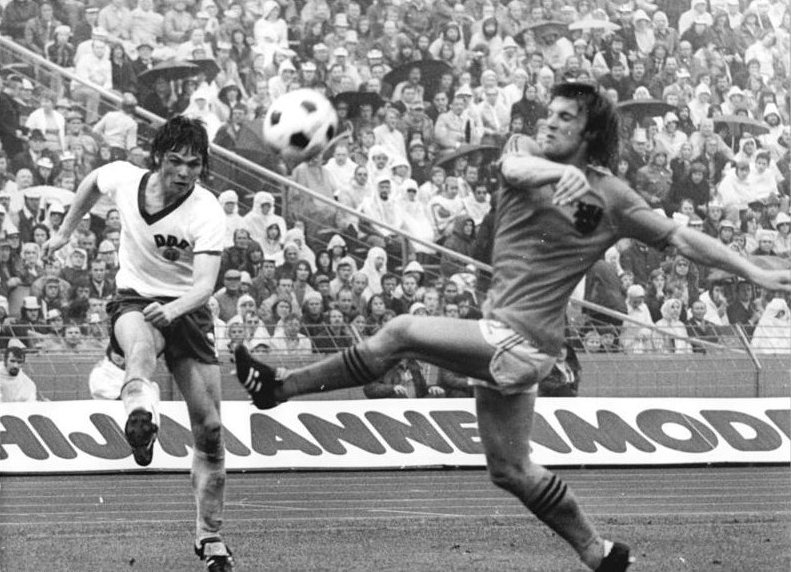
Jürgen Pommerenke face à Ruud Krol dans le match RDA-Pays-Bas

| 30 juin 1974                      | Allemagne de l'Est | 0 - 2 | Pays-Bas                      | Parkstadion, Gelsenkirchen                       |                                                  |
| 16:00 · Historique des rencontres |                    |       | Neeskens 7e · Rensenbrink 59e | Spectateurs : 67 148 Arbitrage : Rudolf Scheurer | Spectateurs : 67 148 Arbitrage : Rudolf Scheurer |
| 16:00 · Historique des rencontres | (Rapport)          |       |                               | Spectateurs : 67 148 Arbitrage : Rudolf Scheurer | Spectateurs : 67 148 Arbitrage : Rudolf Scheurer |

#### 3ejournée, contre l'Argentine: un match pour l'honneur
Le match de la dernière journée contre l'Argentine est sans véritable enjeu, tandis qu'au même moment le Brésil et les Pays-Bas disputent une demi-finale officieuse. L'Argentine et la RDA qui ont connu deux défaites chacune au second tour, s'affrontent pour la première fois, avec pour enjeu de sauver l'honneur et éviter la dernière du groupe. La RDA mise sur l'offensive et montre un visage différent de celui face au Brésil et aux Pays-Bas, comme le prouve le but de Streich à la quatorzième minute. Mais six minutes plus tard l'Argentin Houseman égalise. Malgré les nombreuses occasions est-allemandes, le score ne change plus. Il s'agit du dernier match de la sélection est-allemande en Coupe du monde.

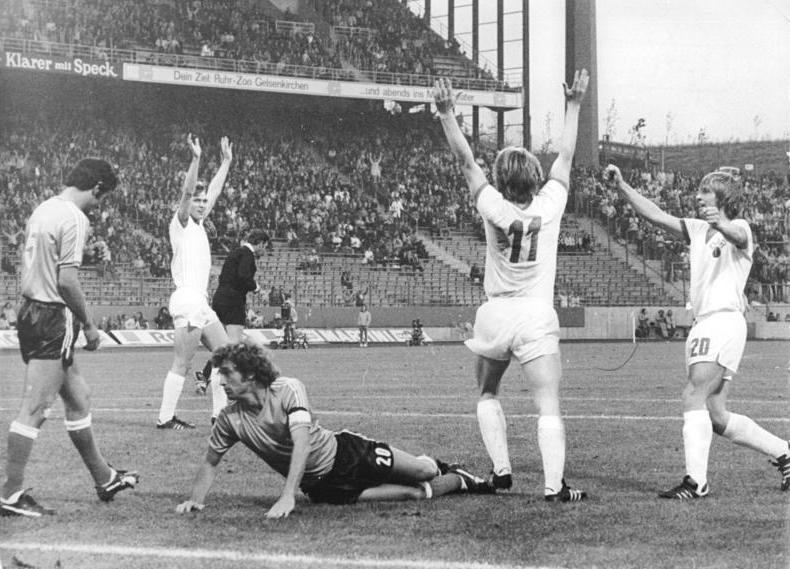
Joie est-allemande après le but de Streich

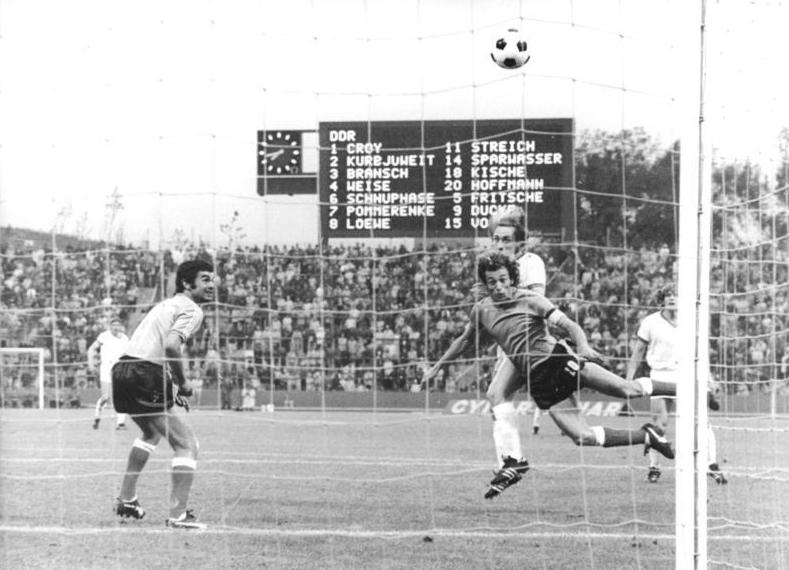
Joachim Streich face à Angel Hugo Bargas dans le match RDA-Argentine 1-1

| 3 juillet 1974                    | Argentine                 | 1 - 1 | Allemagne de l'Est           | Parkstadion, Gelsenkirchen                   |                                              |
| 19:30 · Historique des rencontres | Houseman 20e · Bargas 68e |       | Streich 14e · Sparwasser 23e | Spectateurs : 53 054 Arbitrage : Jack Taylor | Spectateurs : 53 054 Arbitrage : Jack Taylor |
| 19:30 · Historique des rencontres | (Rapport)                 |       |                              | Spectateurs : 53 054 Arbitrage : Jack Taylor | Spectateurs : 53 054 Arbitrage : Jack Taylor |

#### Classement
La RDA se classe troisième du groupe avec un point, derrière les gros calibres brésiliens et néerlandais, devançant les Argentins à la différence de buts. Les Allemands de l'Est font de bons quarts-de-finalistes du mondial pour leur unique participation, terminant sixièmes du classement global du tournoi.
| Place | Équipe             | Pts | J | G | N | P | Buts + | Buts - | Diff. |
| 1er   | Pays-Bas           | 6   | 3 | 3 | 0 | 0 | 8      | 0      | +8    |
| 2e    | Brésil             | 4   | 3 | 2 | 0 | 1 | 3      | 3      | 0     |
| 3e    | Allemagne de l'Est | 1   | 3 | 0 | 1 | 2 | 1      | 4      | -3    |
| 4e    | Argentine          | 1   | 3 | 0 | 1 | 2 | 2      | 7      | -5    |

### Buteurs est-allemands

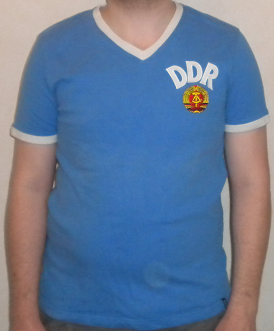
Maillot de l'équipe d'Allemagne de l'est de football lors de la Coupe du monde de football de 1974.

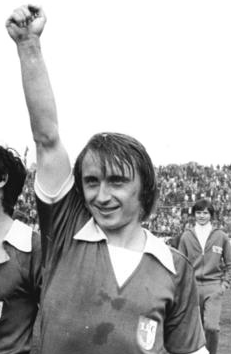
Le meilleur buteur est-allemand Joachim Streich, ici avec le maillot du 1.FC Magdebourg.

Le bilan de la RDA lors de cette coupe du monde est le suivant : avec deux victoires, deux matchs nuls et deux défaites, elle a marqué cinq buts pour cinq buts encaissés. Le meilleur buteur est-allemand est Joachim Streich, avec deux buts contre l'Australie et contre l'Argentine.
2 buts
- Joachim Streich

1 but
- Martin Hoffmann
- Jürgen Sparwasser

Contre son camp
- Colin Curran (pour la RDA)

En 1986, la FIFA publia un rapport qui classa toutes les équipes dans chaque coupe du monde. La RDA obtient la sixième place, derrière la Suède, mais devant la Yougoslavie.

## Liens externes

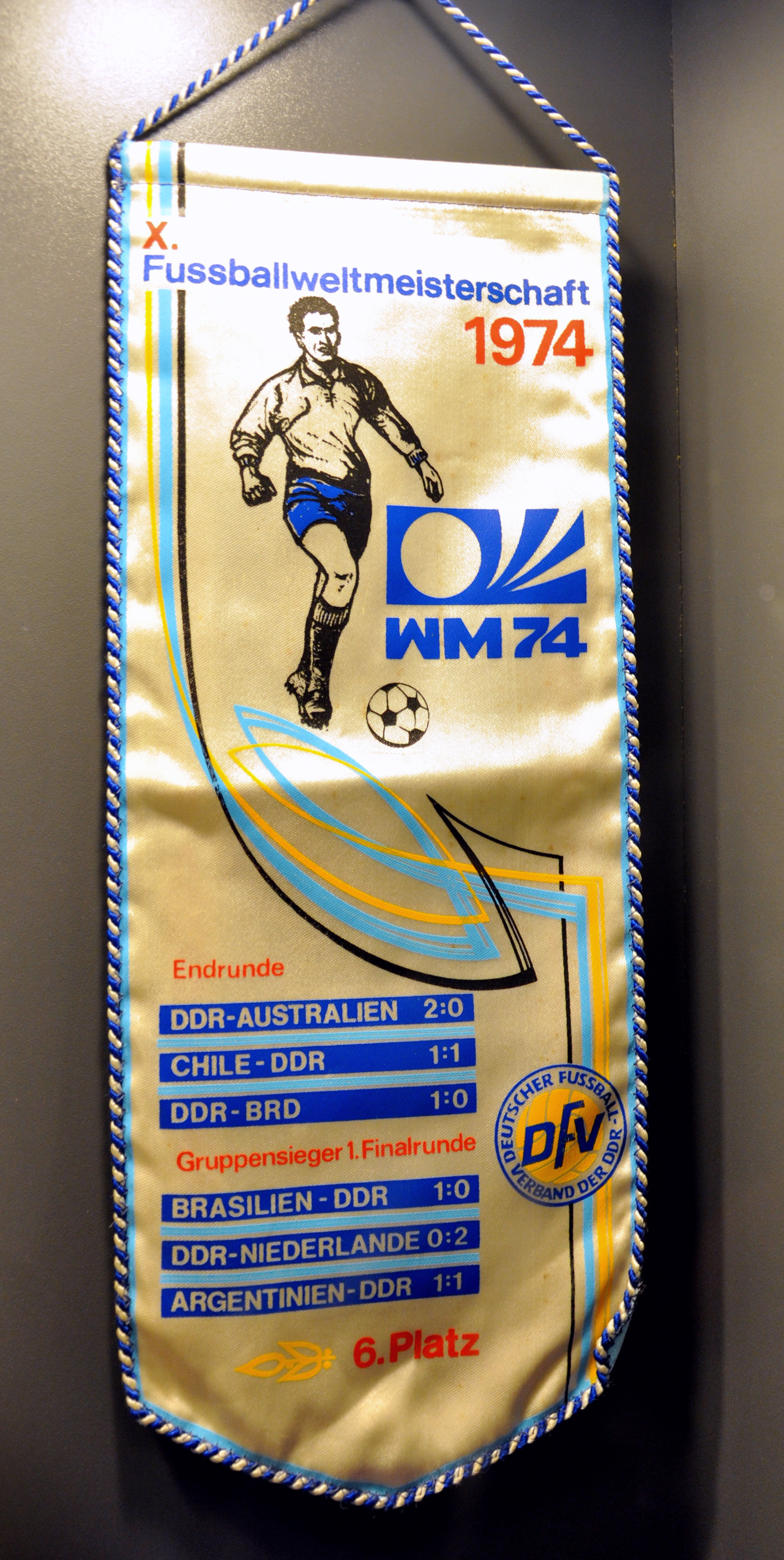
Fanion commémoratif de la sélection est-allemande lors de la Coupe du monde 1974